# 畝沖修司
畝沖 修司（うねおき しゅうじ、1984年6月6日 - ）は日本のギタリスト、バーテンダーである。血液型はO型。福岡県出身。
3B LAB.☆Sのメンバーであり、担当はギター・コーラス。
また、Energy Heart CleanのGt.Cho.作曲.編曲.Programming。

## 人物
- 元々は金髪や赤髪の長髪であったが、2006年ごろからモヒカンとなる（現在は髪形を変えている。）。
- 2006年の年末に行われた東名阪ツアー以来、ライブなどではサングラスをかけている。
- 以前は本名を公表せず「SHUJI」としていたが、2007年夏ごろより本名の「畝沖修司」として公表されるようになった。
- 現在、岡平健治のソロ活動により、3B LAB.☆Sは活動休止しているが、彼は「武者修行」と称し、ジャズバンドなどでセッションに挑戦しており、ブログにもよくそのことが書かれている。
- 好きなジャンルはハードロック・ヘビィメタルでバンド加入以前は洋楽しか聴いていなかった。
- B'zの松本孝弘を尊敬している。

## メンバー加入
3B LAB.☆の楽曲の「肉体感」に惚れ、知人を介して、自ら3B LAB.☆Sのメンバーである千葉に「メンバーに入りたい」と申し出た事がきっかけである。2005年9月よりSHOJI METASONIKとともに3B LAB.☆Sの正式メンバーとなるが、元々キーボードを欲され加入したSHOJI METASONIKとは異なり、はじめはメンバーからの反対もあった。しかし、既存の3B LAB.☆の曲を全て覚えてきたことから、岡平から「骨がある」と判断され、加入を認められる。そのこともあってか、岡平健治とは仲が良く、メンバー内では兄弟のような関係になっている。特に岡平とは師弟関係を築いており、岡平は畝沖を「舎弟」、畝沖は岡平を「健治兄」等と呼ぶことがある。